# 谢尔曼·思特灵
谢尔曼·思特灵律师事务所是一家世界著名的美国律師事務所，成立于1873年，在全球各大金融中心有20家分所，总部位于於美國纽约市。该律所以其在兼并收购、资本市场、私募基金、金融、国际仲裁、诉讼调查等方面的出色业务而闻名。

## 外部連結
- 谢尔曼·思特灵律师事务所的官方網站（页面存档备份，存于）
- 谢尔曼·思特灵官方网站中文版（页面存档备份，存于）
- 中文版手册